# Пьерфит-сюр-Луар
Пьерфи́т-сюр-Луа́р (фр. Pierrefitte-sur-Loire) — коммуна во Франции, находится в регионе Овернь. Департамент коммуны — Алье. Входит в состав кантона Домпьер-сюр-Бебр. Округ коммуны — Мулен.
Код INSEE коммуны — 03207.

## Население
Население коммуны на 2008 год составляло 517 человек.
| 1962 | 1968 | 1975 | 1982 | 1990 | 1999 | 2008 |
| ---- | ---- | ---- | ---- | ---- | ---- | ---- |
| 552  | 626  | 608  | 649  | 609  | 534  | 517  |

## Экономика
В 2007 году среди 335 человек в трудоспособном возрасте (15—64 лет) 222 были экономически активными, 113 — неактивными (показатель активности — 66,3 %, в 1999 году было 66,7 %). Из 222 активных работали 203 человека (120 мужчин и 83 женщины), безработных было 19 (10 мужчин и 9 женщин). Среди 113 неактивных 17 человек были учениками или студентами, 48 — пенсионерами, 48 были неактивными по другим причинам.

## Достопримечательности
- Церковь Сен-Реми, на фасаде которой находится революционный лозунг «Свобода — Равенство — Братство».